# Phare de Nida
Le phare de Nida (en lituanien : Nidos švyturys) est un phare actif qui est situé dans la station balnéaire de Nida, sur l'isthme de Courlande, en Lituanie.
Il est géré par les autorités portuaires de Klaipėda.

## Histoire
Le phare original de Nida a été construit dans les années 1860 et 1870 pendant l'unification allemande. Il fait 27 m de haut et il a été construit en briques rouges. Il a 200 marches pour accéder à la lanterne. Il était prévu d'avoir 51,4 mètres de haut, sur un terrain surélevé, et construit par des prisonniers. Il a été allumé le 24 octobre 1874. Il possède toujours sa lentille de Fresnel d'origine.
En 1944, à la fin de la Seconde Guerre mondiale, des soldats allemands ont bombardé le phare et l'ont détruit. Il a été reconstruit en 1945 et rénové en 1953.
Il se trouve dans le parc national de l'Isthme de Courlande.

## Description
Le phare est une tour cylindrique en béton à claire-voie de 27 mètres de haut, avec galerie et lanterne octogonale rouge. Il est peint de bandes horizontales rouges et blanches. Il émet, à une hauteur focale de 76 mètres, deux éclats blancs toutes les 5,8 secondes. Sa portée nominale est de 23 milles nautiques (environ 41 km).
Il possède aussi une lumière de secours émettant un éclat blanc toutes les 3 secondes d'une portée de 8 milles nautiques (environ 15 km).
Identifiant : ARLHS : LIT-004 ; LT-0050 - Amirauté : C-3318 - NGA : 11984.

## Caractéristique dufeu maritime
Fréquence : 5,8 secondes (W-W)
- Lumière : 0,2 seconde
- Obscurité : 1,2 seconde
- Lumière : 0,2 seconde
- Obscurité : 4,2 secondes

|                |
| Le vieux phare |

|                     |
| Isthme de Courlande |

### Lien connexe
- Liste des phares de Lituanie